# Antena 3 (Portugal)
Pour les articles homonymes, voir Antena 3 (homonymie).
Antena 3 est une station de radio publique portugaise de la Radio-télévision du Portugal (RTP). Elle se consacre à la musique alternative.
Sa programmation musicale varie entre le rock alternatif et le hip-hop.
Elle permet aussi la découverte de nouveaux talents de la musique portugaise et le but de la station est de promouvoir la musique moderne nationale pour les jeunes.

## Identité visuelle

Logo d'Antena 3 de 2004 à novembre 2016
Logo d'Antena 3 depuis novembre 2016